# محوطه گورگوری بن کشکه
محوطه گورگوری بن کشکه مربوط به دوره ساسانیان -قرون اولیه دوران‌های تاریخی پس از اسلام است و در شهرستان خرم‌آباد، بخش معمولان، روستای بن کشکه واقع شده و این اثر در تاریخ ۱۰ مهر ۱۳۸۰ با شمارهٔ ثبت ۴۰۶۱ به‌عنوان یکی از آثار ملی ایران به ثبت رسیده‌است.
این محوطه در ۵ کیلومتری شهرستان معمولان و ۵۵کیلومتری شهرستان خرم آباد واقع شده‌است
از دیکر جاهای این مجموعه می‌توان به قبرستانی که در ان واقع است اشاره کرد این قبر ستان هم مال زمان‌های خیلی قدیم است
این محوطه از یک طرف به روستای بن کشکه و از طرف دیگر به رودخانهٔ کشکان ارتباط دارداین روستا یکی اززیباترین روستاهای استان لرستان به‌شمار می‌رود.آبشار زیبای <آب تاف> در شمال غربی روستا صحنه‌ای چشم‌نواز به طبیعت روستا داده است.قرار گرفتن در کنار رشته کوه‌های زاگرس، وجود درختان بلوط و رود خانهٔ خاطره انگیز کشکان رود در جنوب روستا منظره‌ای شگفت انگیز را برای دوستاران طبیعت به نمایش گذاشته است .وجود دشت‌های پر از گل‌های رنگارنگ بخصوص شقایق‌های سرخ و لاله‌های وحشی در اطراف روستا چشم هر بیننده‌ای را معطوف دیدن این نقاشی بی بدیل می‌کند.مردمان روستا، پر کار، بشاش، شاداب و مهمان نوازاند.
و اما علت نام گذاری  این روستا به بن کشکه، همانطور که قبلاً نیز بیان شده‌است این سرزمین در دوران ساسانیان محل زندگی و سکونت بوده‌است ولی در برهه‌ای از زمان به دلایل نا مشخصی  ساکنان این دیار به خاطر عواملی همچون کمبود غذا، جنگ، نامناسب بودن شرایط زندگی و یا عواملی همچون زلزله مجبور به ترک این سرزمین شده‌اند. ولی مردمانی عشایر از همین سامان در سال‌های 1249تا1250 هجری شمسی مبادرت به ساخت خانه‌های کپری وتشکیل زندگی یکجا نشینی می‌کنند. ولذا در طول سالیان متمادی و با پیشرفت امکانات و افزایش جمعیت روستا به شکل امروزی تبدیل و توسعه می یابد. بزرگان و موسسان روستا به دلیل برجای ماندن آثار زیادی از ساختمان‌های این محوطه و با بهره‌گیری از ادبیات کهن پارسی، اسم  کوشک را برایش انتخاب کرده و در طول سالیان به بن کشکه یا روستایی که اساس  و پایه آن کوشک(کاخ،قصر) است تبدیل شده‌است. این روستا در حال حاضر دارای 206 نفر جمعیت می‌باشد. سرانه مطالعه روزانه در این روستا 24 دقیقه می‌باشد. زبان اصلی مردم روستای بن کشکه لری چگنی است.